# Asger Bonfils
Asger Bonfils (født 10. november 1928 i Bogense, død 24. marts 2018) var en dansk skuespiller og sceneinstruktør.
Efter at have været elev hos Blanche Funch, blev Bonfils uddannet fra Det Kongelige Teaters Elevskole i 1951. Han var derefter tilknyttet Odense Teater frem til 1953. I 1960'erne blev han ansat ved Aarhus Teater, og var 1966–1972 rektor for teatrets skuespillerskole. Han virkede i samme periode som instruktør, bl.a. ved Den Jyske Opera og senere Det Kongelige Teater, Det Ny Teater og Aalborg Teater. I perioden 1981–1994 var han atter tilknyttet Aarhus Teater; denne gang som dramaturg.
Som instruktør har han bl.a. samarbejdet med dramaturgen Bent Holm om en række Holberg-opsætninger på Aarhus Teater, som forener den videnskabelige tilgang til stykkerne med den kreative.

## Udvalgt filmografi
- Den rige enke (1962)
- Øjeblikket (1980)
- Dansen med Regitze (1989)
- Christian (1989)

## Reference
1. ↑  Tidligere skuespiller og instruktør Asger Bonfils er død - politiken.dk